# Aplectrum
Aplectrum é um género botânico pertencente à família das orquídeas (Orchidaceae).